# Nina Menke
Nina Menke, auch Mrs. Nina Chartier, (* 1992 in Duisburg) ist eine deutsche Rapperin und Laiendarstellerin.

## Leben
Mit 13 schrieb sie ihre ersten Texte und war vier Jahre lang Mitglied im Chor ihrer damaligen Schule. 2014 begann sie aktiv zu rappen, machte bei Jam-Sessions mit und trat bei Rap am Mittwoch auf.
Ihre erste Hip-Hop-EP Chartier is the Limit veröffentlichte sie 2015. Dadurch wurde das Berliner Label Keine Faxen auf sie aufmerksam und nahm sie unter Vertrag. Ihr Debütalbum Trittschall wurde im August 2016 veröffentlicht.
Von 2017 bis 2019 spielte sie bei Berlin – Tag & Nacht die Rolle der Sabrina Ostrowski. Im April 2020 hatte sie für einige Folgen einen Gastauftritt in der Serie.

## Fernsehauftritte
- 2017–2020: Berlin – Tag & Nacht (Fernsehserie)

## Diskografie
Alben
- 2016: Trittschall
- 2018: Deviant
- 2021: Plygrnd

Singles
- 2019: V.I.P.
- 2019: Sudoku
- 2020: Nein Nein Nein (featuring Abbude)
- 2021: Heller
- 2021: Weil wir uns brauchen